# Convention de fans
Pour l’article homonyme, voir Convention.

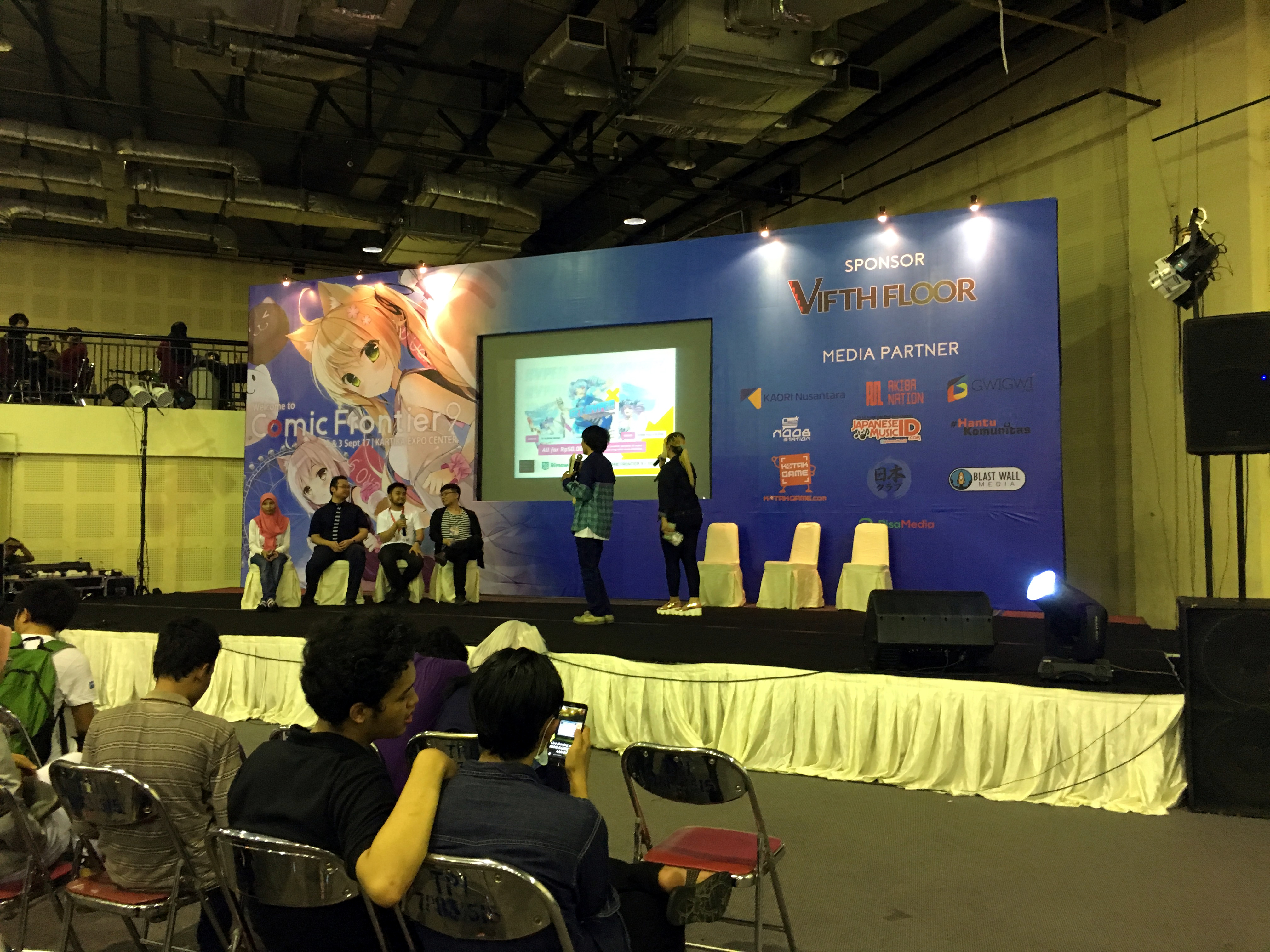
Une présentation lors de Comic Frontier 9, une convention de fan en Indonésie.

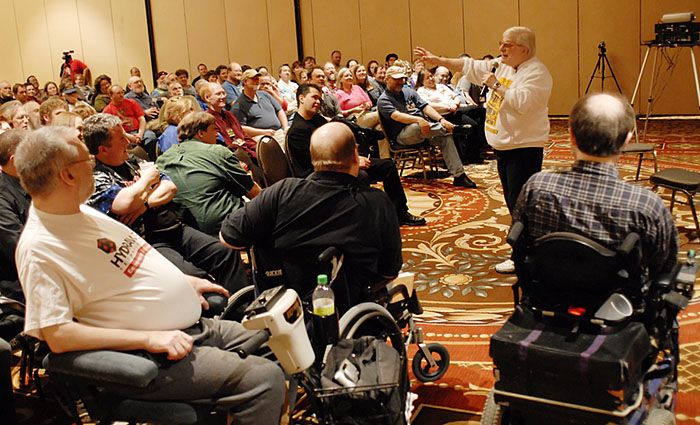
Harlan Ellison à ma Minicon 41, le 13 avril 2006.

Une convention de fan est un évènement durant lequel des fans d'un film, d'un feuilleton télévisé, d'une bande dessinée, d'un acteur, ou d'un autre genre de divertissement particulier tel que la science-fiction ou l'anime et le manga, se réunissent pour participer aux programmes et aux autres évènements, ainsi que de rencontrer des experts, de célèbres personnalités et autres. Certaines conventions incluent également une activité commerciale.
Les conventions de fans sont traditionnellement organisées par des fans sur une base de non-profit. Durant des évènements commerciaux, les célébrités donnent des autographes aux fans et font même parfois de la promotion commerciale concernant leurs produits. Il peut également y avoir un minimum de sécurité et de personnel pour éviter toute altercation avec des fans hystériques. Les conventions japanim, les conventions de filk et les conventions de jeux peuvent être comprises comme étant des conventions dérivées de la science-fiction.
Il existe également un autre genre de convention, nommé cosplay, durant lequel les fans viennent déguisés et habillés comme leur idole ; il peut s'agir, entre autres, de super-héros ou d'un personnage de dessin-animé, de film ou de manga défini à l'avance.